# ALBA Berlin
Alba Berlin är en basketbollklubb från Berlin och en av Tysklands mest framgångsrika basketbollklubbar. 

## Historia
Klubben skapades 1991 då BG Charlottenburg fick renhållningsbolaget ALBA som huvudsponsor. Alba Berlin är därmed efterföljaren till DTV Charlottenburg som fusionerades med BG Charlottenburg 1990 och som spelade i den tyska Bundesliga i basketboll. Alba Berlin spelar sina hemmatcher i Mercedes-Benz Arena.

## Meriter
- 1991 Tyska vicemästare
- 1992 Tyska vicemästare
- 1993 Plats 5 i Bundesliga
- 1994 Plats 4 i Bundesliga
- 1995 Tyska vicemästare, Alba vinner som första tyska lag Korac Cup
- 1996 Tyska vicemästare
- 1997 Tyska mästare och cupmästare
- 1998 Tyska mästare
- 1999 Tyska mästare och cupmästare
- 2000 Tyska mästare
- 2001 Tyska mästare
- 2002 Tyska mästare och cupmästare
- 2003 Tyska mästare och cupmästare
- 2004 Semifinal i tyska basketbollmästerskapen
- 2005 Semifinal i tyska basketbollmästerskapen
- 2006 Final i tyska basketbollmästerskapen och cupmästare